# Physematium kangdingense
Physematium kangdingense — вид родини вудсієвих (Woodsiaceae), ендемік Сичуані (Китай).

## Біоморфологічна характеристика
Рослина 16–23 см. Кореневище прямовисне, верхівка луската; луска бура, яйцювато-ланцетна, 4–6 мм, край цілий. Листки кластеризовані; стеблина 2–4 см, гола, рідко луската, луска бура, ланцетна або вузько-яйцювата, ціла; пластинка 2-перисто-розділена, вузьколанцетна, 12–20 × 1.8–3 см, основа послаблена, вершина загострена; рахіс зі щільними короткими залозистими волосками; пер 14–19 пар, субпротилежні, трикутно-яйцеподібні, 8–18 × 4–8 мм, тупі; часточок 4–7 пар, трав'янисті, тупо-зубчасті. Соруси округлі; індузії кулясті.

## Середовище проживання
Ендемік Сичуані (Кандін). 
Зростає на скелях та в тріщинах скель у лісах; на висотах 3400–3800 метрів.